# Cannock Chase
Cannock Chase è un distretto dello Staffordshire, Inghilterra, Regno Unito, con sede a Cannock.
Il distretto fu creato con il Local Government Act 1972, il 1º aprile 1974 dalla fusione dei distretti urbani di Cannock, Rugeley e Brindley Heath con il distretto rurale di Lichfield.

## Parrocchie civili
Le parrocchie, che non coprono l'area del capoluogo, sono:
- Brereton and Ravenhill
- Bridgtown
- Brindley Heath
- Cannock Wood
- Heath Hayes and Wimblebury
- Hednesford (città)
- Norton Canes
- Rugeley (città)